# Vedum
Vedum is een plaats in de gemeente Vara in het landschap Västergötland en de provincie Västra Götalands län in Zweden. De plaats heeft 968 inwoners (2005) en een oppervlakte van 107 hectare.